# 1046 км
1046 км — остановочная платформа в Зуевском районе Кировской области в составе Кордяжского сельского поселения.

## География
Находится у железнодорожной линии Киров-Пермь на расстоянии примерно 10 километров на запад-северо-запад от районного центра города Зуевка.

## История
Населенный пункт известен с 1939 года. В 1950 году учтено 3 хозяйства и 16 жителей, в 1989 году учтено 8 человек . 

## Население
Постоянное население  составляло 2 человека (русские 100%) в 2002 году, 1 в 2010.